# Unicursale
En mathématiques, plus précisément en géométrie, une courbe plane est dite unicursale, ou rationnelle, si elle admet un paramétrage tel que ses coordonnées {\displaystyle x} et {\displaystyle y} sont toutes les deux des fractions rationnelles du paramètre.

## Exemples

### Droite
Une droite est unicursale puisqu'elle admet une représentation paramétrique de la forme
{\displaystyle \left\{{\begin{array}{l}x=x_{0}+at\\[3pt]y=y_{0}+bt\end{array}}\right.}
où {\displaystyle \left(x_{0},y_{0}\right)} sont les coordonnées d'un point de la droite, et {\displaystyle {\vec {n}}{\binom {a}{b}}} un vecteur directeur de la droite.

### Cercle
Un cercle est unicursal. Dans le cas du cercle de centre l'origine du repère et de rayon 1, on a la représentation paramétrique suivante :
{\displaystyle \left\{{\begin{array}{l}x={\dfrac {1-t^{2}}{1+t^{2}}}\\[3pt]y={\dfrac {2t}{1+t^{2}}}\end{array}}\right.}
En réalité, l'image de {\displaystyle \mathbb {R} } par cette fonction n'est pas le cercle entier puisqu'il manque le point de coordonnées {\displaystyle \left(-1;0\right)}. Mais on admet que ce point est l'image de {\displaystyle \infty } par la représentation paramétrique. Ceci est un exemple de compactifié d'Alexandrov de {\displaystyle \mathbb {R} }.

### Coniques
Les coniques non dégénérées aussi sont unicursales ; voici par exemple la paramétrisation rationnelle d'une hyperbole équilatère :
{\displaystyle \left\{{\begin{array}{l}x={\dfrac {1+t^{2}}{1-t^{2}}}\\[3pt]y={\dfrac {2t}{1-t^{2}}}\end{array}}\right.}

### Cubiques

#### Caractérisation
Théorème — Une courbe cubique est unicursale si et seulement si elle admet un point double, c'est-à-dire si et seulement si elle est nodale ou cuspidale[réf. incomplète].
En particulier, une courbe elliptique n’est pas unicursale.

#### Exemples

##### Cubiques nodales
Le folium de Descartes a pour représentation paramétrique
{\displaystyle \left\{{\begin{array}{l}x={\dfrac {3t}{1+t^{3}}}\\[3pt]y={\dfrac {3t^{2}}{1+t^{3}}}.\end{array}}\right.}
Le point double est l'origine {\displaystyle (0,0)} du repère, obtenue pour {\displaystyle t=0} et pour {\displaystyle t=\pm \infty }.
De façon générale, les strophoïdes sont unicursales.

##### Cubiques cuspidales
La parabole semi-cubique admet pour représentation paramétrique
{\displaystyle \left\{{\begin{array}{l}x=t^{2}\\[3pt]y=t^{3}.\end{array}}\right.}
Elle est même mieux que rationnelle, puisque {\displaystyle x} et {\displaystyle y} sont même des polynômes en {\displaystyle t}.

### Quartiques
Un exemple de quartique unicursale est la lemniscate de Bernoulli dont une équation paramétrique est
{\displaystyle \left\{{\begin{array}{l}x={\dfrac {2t}{1+t^{4}}}\\[3pt]y={\dfrac {2t^{3}}{1+t^{4}}}.\end{array}}\right.}

## Algébricité

### Proposition
Par élimination de {\displaystyle t} entre {\displaystyle x} et {\displaystyle y}, toute courbe unicursale est algébrique.

### Réciproque
Une courbe algébrique n'est pas nécessairement unicursale. Elle l'est si et seulement si son genre est 0.

#### Exemple
On peut montrer que la courbe affine plane d'équation {\displaystyle (x^{2}-1)^{2}-2y^{3}-3y^{2}}[incompréhensible] est de genre 0. Elle est donc unicursale et admet un paramétrage rationnel, par exemple :
{\displaystyle {\begin{cases}x&=t(2t^{2}-3)\\y&=2t^{4}-4t^{2}+{\frac {1}{2}}\end{cases}}}
avec {\displaystyle t={\frac {xy}{x^{2}-y-1}}}.

#### Contre-exemples
Coniques : Une conique dégénérée n'est pas unicursale, par exemple la « courbe » d'équation {\displaystyle x^{2}=1} n'a pas de représentation paramétrique rationnelle (une fonction de {\displaystyle t} qui ne prend que les valeurs 1 et –1 ne peut être rationnelle). Cependant, cette conique dégénérée est constituée de deux composantes, les deux droites d'équation {\displaystyle x=1} et {\displaystyle x=-1} qui sont chacune unicursale.
Cubiques : Les cubiques sans point double ne sont pas unicursales. En effet, leur genre vaut 1. Par contre, une cubique ayant un point double est de genre 0.

## Applications

### Points à coordonnées rationnelles
Si {\displaystyle t\in \mathbb {Q} } (par exemple si {\displaystyle t} est un entier), les coordonnées {\displaystyle x(t)} et {\displaystyle y(t)} sont elles-mêmes rationnelles. On peut donc utiliser la représentation paramétrique d'une courbe unicursale pour obtenir des points à coordonnées rationnelles de celle-ci.
Exemple : La recherche de points à coordonnées rationnelles sur le cercle unité (voir supra) est liée à celle des nombres pythagoriciens : avec {\displaystyle t=5}, on a
{\displaystyle \left\{{\begin{array}{l}x={\dfrac {1-5^{2}}{1+5^{2}}}={\dfrac {1-25}{1+25}}=-{\dfrac {24}{26}}=-{\dfrac {12}{13}}\\[4pt]y={\dfrac {2\times 5}{1+5^{2}}}={\dfrac {10}{1+25}}={\dfrac {5}{13}}\end{array}}\right.}
où l'on reconnaît le triplet {\displaystyle (5,12,13)}.

### Nomogrammes
Clark a utilisé les représentations paramétriques rationnelles du cercle et du folium pour créer des nomogrammes de multiplication (cercle doublement coté avec une droite cotée, folium triplement coté).